# Hatanna
Hatana Himura, känd enbart som Hatanna, född 2 oktober okänt år i Ecatepec, är en mexikansk/japansk fribrottare inom den mexikanska stilen lucha libre. Hon har bland annat brottats i stora förbund som Big Lucha, och brottas för närvarande, sedan september 2023, i Consejo Mundial de Lucha Libre, Mexikos största och äldsta fribrottningsförbund.
Hatanna gestaltar en tecnica (de som porträtterar "de goda" i professionell mexikansk brottning, till skillnad från rudas, de onda). Hatanna brottas iförd fribrottningsmask och hennes identitet är inte känd av allmänheten, vilket är vanligt inom lucha libre.

## Karriär
Hatanna gjorde sin första match under namnet den 22 maj 2021 i Cuautitlán Izcalli. Hon gjorde sig snabbt ett namn på den oberoende scenen i Mexico Citys storstadsområde tack vare hennes atletiska förmåga och våghalsiga stil. Detta ledde till bokningar hos bland andra Desastre Total Ultraviolento, Big Lucha och International Wrestling Revolution Group. Tillsammans med Tabata, Marcelas dotter, vann de titelbältena Occidente Women's Tag Team Championship, CMLL:s tag-team titlar för kvinnor i Guadalajara-branschen. Bältena vann de i en turnering i Arena Coliseo Guadalajara den 23 januari 2024. Dock förlorade de titlarna redan vid första utmaningen tre månader senare till Adira och Náutica. De höll titlarna sammanlagt 91 dagar. De fick en returmatch den 18 juni 2024 med Valkiria som ersättare för Tabata, som då var skadad. Hatanna och Valkiria lyckades inte vinna.
Hon går även ibland matcher mot män på den oberoende scenen, ett inte helt ovanligt koncept i Mexiko men dock i CMLL.